# Уитлок, Бобби
Бо́бби Уи́тлок (англ. Bobby Whitlock; 18 марта 1948, Мемфис, Теннесси, США — 10 августа 2025, Техас) — американский певец, гитарист, пианист и композитор.
Наибольшую известность получил как участник группы Derek and the Dominos в период 1970—1971 гг., является соавтором около половины композиций единственного студийного альбома Layla and Other Assorted Love Songs, выпущенного этой группой. Впоследствии Уитлок занимался сольной деятельностью и также принимал участие в записи альбомов многих музыкантов, включая третий сольный альбом Джорджа Харрисона All Things Must Pass и альбом Exile on Main St группы Rolling Stones.
Скончался после непродолжительной болезни в своём доме в Техасе 10 августа 2025 года в возрасте 77 лет.

## Дискография

### Сольная карьера
- Bobby Whitlock (1972)
- Raw Velvet (1972)
- One of a Kind (1975)
- Rock Your Sox Off (1976)
- It’s About Time (1999)
- Other Assorted Love Songs, Live from Whitney Chapel (2003) — live album, with CoCo Carmel
- Lovers (2008) — with Carmel
- Lovers: The Master Demos (2009) — with Carmel
- Vintage (2009)
- My Time (2009)
- Metamorphosis (2010) — live album, with Carmel
- Esoteric (2012) — with Carmel
- Carnival: Live in Austin (2013) — live album, with Carmel
- Where There’s a Will, There’s a Way: The ABC-Dunhill Recordings (2013)

### Участвовал в записи
- Delaney & Bonnie, Home (1969)
- Delaney & Bonnie, Accept No Substitute (1969)
- Delaney & Bonnie, On Tour with Eric Clapton (1970)
- Eric Clapton, Eric Clapton (1970)
- Doris Troy, Doris Troy (1970)
- Delaney & Bonnie, To Bonnie from Delaney (1970)
- George Harrison, All Things Must Pass (1970)
- Derek and the Dominos, Layla and Other Assorted Love Songs (1970)
- Delaney & Bonnie, Motel Shot (1971)
- John Simon, John Simon’s Album (1971)
- Dr John, The Sun, Moon & Herbs (1971)
- Eric Clapton, The History of Eric Clapton (1972)
- The Rolling Stones, Exile on Main St. (1972)
- Derek and the Dominos, In Concert (1973)
- Manassas, Down the Road (1973)